# NGC 1180
NGC 1180 (другие обозначения — NPM1G -15.0162, PGC 11435) — галактика в созвездии Эридан.
Этот объект входит в число перечисленных в оригинальной редакции «Нового общего каталога».
Во втором Индекс-каталоге было «исправлено» значение прямого восхождения объекта и добавлено, что NGC 1180 и NGC 1181 — это те же галактики, что и NGC 1150 и NGC 1151. Однако Герберт Хоу, сделавший поправку, смотрел на другую пару галактик, координаты которой похожи на координаты NGC 1180 и NGC 1181.